# Zielony szlak turystyczny Bliżyn – Zagnańsk
 Zielony szlak turystyczny Bliżyn – Zagnańsk – szlak turystyczny na terenie Gór Świętokrzyskich.

## Przebieg szlaku
| Odległość | Atrakcje          | Punkt                                     | Skrzyżowania szlaków              |
| --------- | ----------------- | ----------------------------------------- | --------------------------------- |
| 0,0 km    | kościół           | Bliżyn PKP                                | Sołtyków – Bliżyn                 |
| 3,7 km    | skały             | pomnik przyrody Skałki Piekło Dalejowskie |                                   |
| 5,0 km    | skały             | pomnik przyrody Brama piekielna           |                                   |
| 7,5 km    | rezerwat roślinny | rezerwat Dalejów                          | Suchedniów PKP – rezerwat Dalejów |
| 12,0 km   | rezerwat roślinny | rezerwat Świnia Góra                      |                                   |
|           |                   | Jasiów                                    |                                   |
| 21,5 km   |                   | Janaszów PKS, MPK                         |                                   |
| 22,5 km   | drzewo            | Dąb Bartek MPK                            |                                   |
| 24,5 km   | kościół           | Zagnańsk PKP                              |                                   |

## Galeria

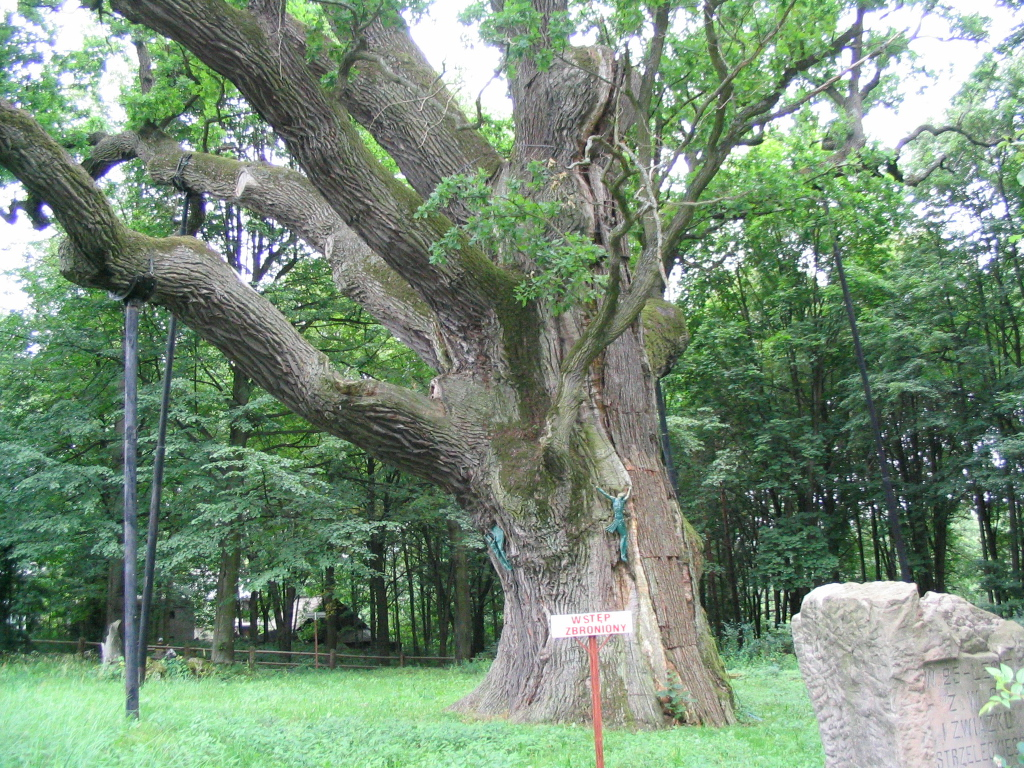
Dąb Bartek
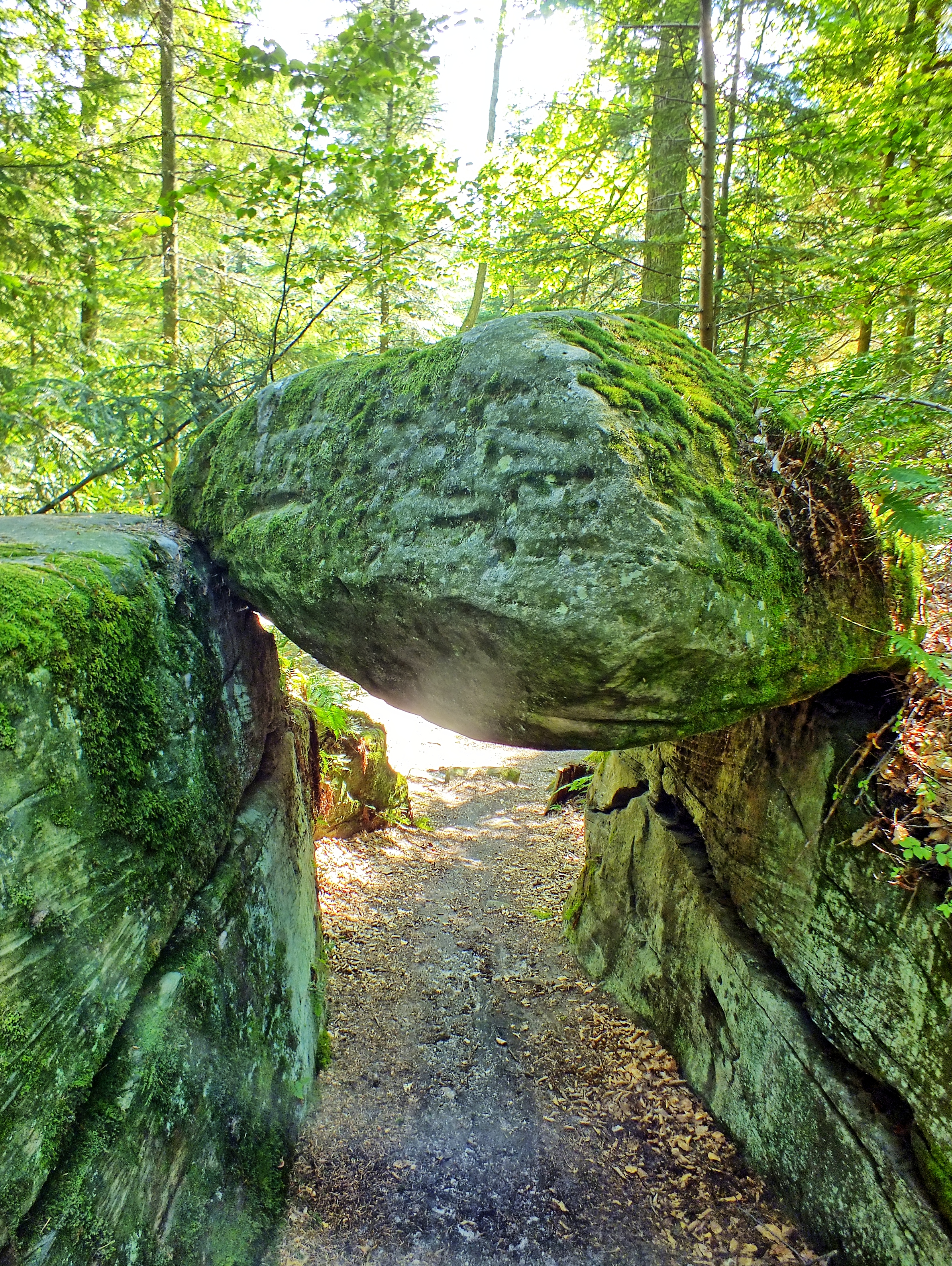
Brama Piekielna